# Saint-Jean-les-Deux-Jumeaux
Saint-Jean-les-Deux-Jumeaux är en kommun i departementet Seine-et-Marne i regionen Île-de-France i norra Frankrike. Kommunen ligger i kantonen La Ferté-sous-Jouarre som tillhör arrondissementet Meaux. År 2022 hade Saint-Jean-les-Deux-Jumeaux 1 294 invånare.

## Befolkningsutveckling
Antalet invånare i kommunen Saint-Jean-les-Deux-Jumeaux
| Referens: INSEE |